# GW Train Regio

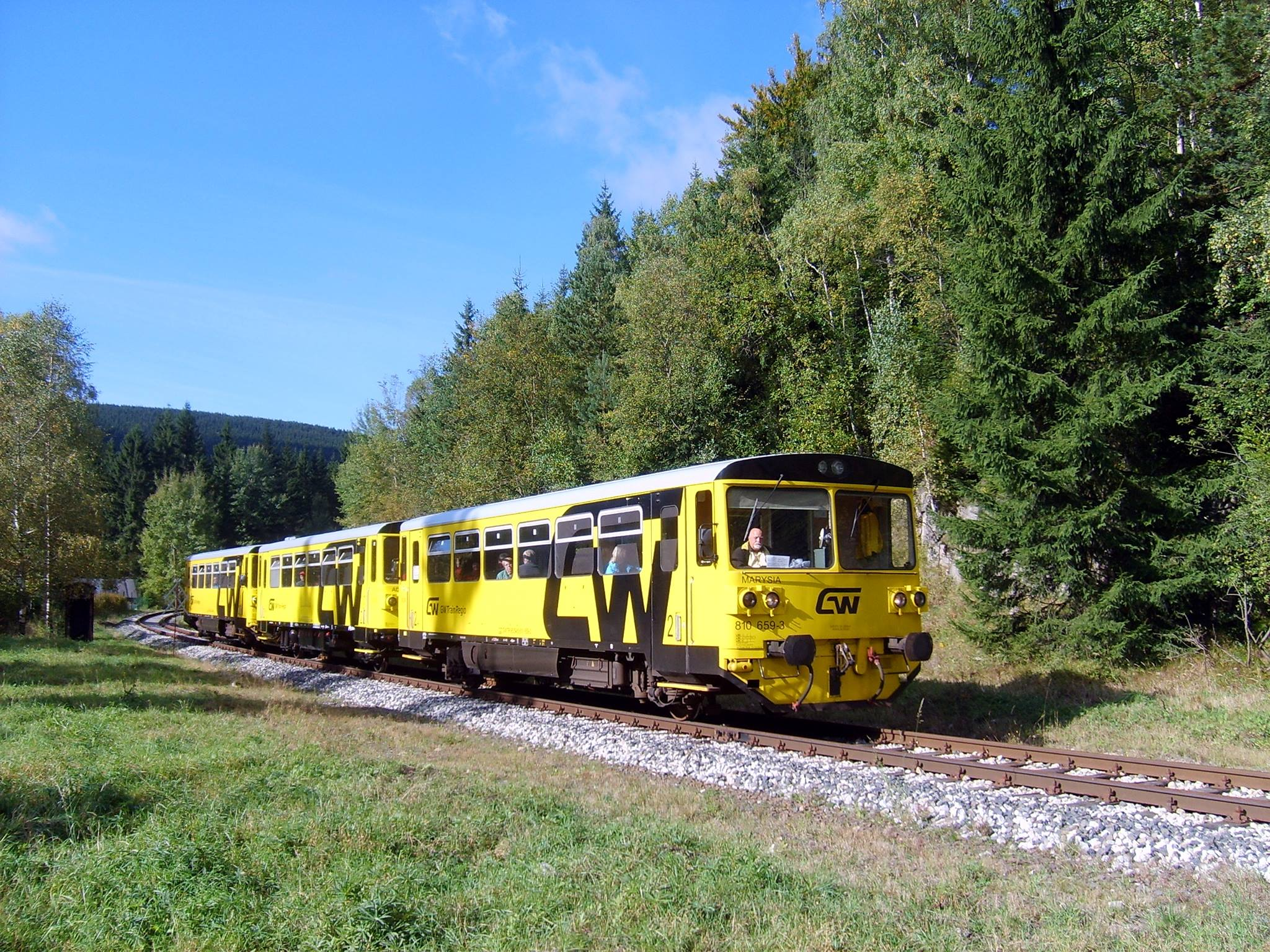
Pociąg GWTR złożony ze spalinowych wagonów silnikowych serii 810 w Szklarskiej Porębie.

GW Train Regio a.s., GWTR – prywatny przewoźnik kolejowy w Czechach prowadzący przewozy pasażerskie na niektórych trasach.

## Historia
Spółka powstała na bazie wydzielonego z koncernu VIAMONT sektora przewozów pasażerskich, działającego od 1992 roku. Zmiana nazwy z Viamont Regio na GW Train Regio nastąpiła 20 grudnia 2011.

## Połączenia

### Relacje krajowe
Spółka obsługuje trasy w sześciu czeskich krajach: hradeckim, karlowarskim, południowoczeskim, pilzeńskim, morawsko-śląskim i usteckim oraz świadczy usługi publicznego transportu kolejowego na podstawie umowy o świadczenie usług w zakresie publicznego transportu zbiorowego zawartej pomiędzy przewoźnikiem i Czechami reprezentowanymi przez Ministerstwo Transportu.

### Relacje transgraniczne
We współpracy z zagranicznymi przewoźnikami, spółka prowadzi lub prowadziła połączenia przygraniczne:
z Polską: 
- całorocznie w relacji Harrachov – Szklarska Poręba Górna, w kooperacji ze spółką Przewozy Regionalne[3], do grudnia 2015 roku[4],
- całorocznie w relacji (Trutnov hl. n. –) Kralovec – Lubawka – Sędzisław (w sezonie letnim Trutnov hl. n. – Sędzisław) w kooperacji ze spółką Koleje Dolnośląskie[5], od 7 grudnia 2018 roku[6]

oraz z Niemcami:
- całorocznie w relacji Sokolov – Kraslice – Zwotental – Zwickau Hbf, w kooperacji ze spółką Die Länderbahn[7].

## Tabor
GWTR realizuje połączenia taborem własnym - SZT serii: 628.2, Stadler Regio-Shuttle RS1, Regio-Sprinter RV1 oraz wagonami spalinowymi serii 810 i pochodnymi (np. na połączeniach do Szklarskiej Poręby), bądź taborem przewoźników, w porozumieniu z którymi uruchamia połączenia (np. PESA 218M - SA134 - Kolei Dolnośląskich na połączeniach do Jeleniej Góry).